# دييغو كلاتينهوف
دييجو كلاتينهوف هو ممثل كندي، ولد في 30 نوفمبر 1979 في كندا.

## أعمال

### أفلام
- (2006) رقم الحظ سليفين
- (2013) حافة الهادي[6]

### مسلسلات
- 24
- أرض الوطن
- القائمة السوداء

## ترشيحات
- جائزة نقابة ممثلي الشاشة لأفضل أداء جماعي في مسلسل درامي، عن عمل: أرض الوطن (2013)

## وصلات خارجية
- دييغو كلاتينهوف على موقع IMDb (الإنجليزية)
- دييغو كلاتينهوف على موقع ألو سيني (الفرنسية)
- دييغو كلاتينهوف على موقع أول موفي (الإنجليزية)
- دييغو كلاتينهوف على موقع قاعدة بيانات الأفلام السويدية (السويدية)
- دييغو كلاتينهوف على موقع قاعدة بيانات الفيلم (الإنجليزية)
- دييغو كلاتينهوف على موقع كينوبويسك (الروسية)